# Бейт Шеарим
Бейт Шеарим (на иврит: בית שערים, на арамейски: בית שריי, на старогръцки: Βήσαρα) е древен град в северната част на днешен Израел.
Селището се споменава в I век от Йосиф Флавий като имение на аристократката Береника. След разрушаването на Втория храм през 70 година, то се превръща във важен център на юдаизма, особено при известния равин Йехуда ха-Наси, който съставя там „Мишна“. Градът запада през IV – V век, но запазва малък брой жители до 20-те години на XX век, когато земите са изкупени от Еврейския национален фонд и арабските селяни се изселват.
Древният Некропол на Бет Шеарим е включен в Списъка на световното наследство на ЮНЕСКО.